# Heliophobus kitti
Heliophobus kitti là một loài bướm đêm trong họ Noctuidae.